# موسیقی لس‌آنجلسی
موسیقی لس‌آنجلسی به موسیقی گفته می‌شود که پس از انقلاب توسط ایرانیان مقیم آمریکا تولید می‌شود و عمدتاً در دسته موسیقی‌های عامه‌پسند و سبک پاپ ایرانی جای می‌گیرد.

## خوانندگانِ لس‌آنجلسی
در رسانه‌های داخل ایران اجرا کنندگان این نوع موسیقی خواننده لس‌آنجلسی خوانده می‌شوند. خوانندگانِ لس‌آنجلسی، همان هنرمندان و خوانندگانِ تراز اوّل و شناخته شده در سطحِ ملّی بودند که پس از انقلابِ ۵۷ برای رهایی از آزار و در محدودیت قرار گرفتن، مجبور به مهاجرت یا پناهندگی شدند و در نهایت، خود را به ایالاتِ متحده رسانده و جامعهٔ هنریِ تازه‌ای را در لس‌آنجلس از نو ساختند.

## تاریخچه

### دهه ۱۳۶۰
در بحبوحه انقلاب، بسیاری از دست‌اندرکاران موسیقی ایران از کشور مهاجرت کردند و آنان که عمدتاً در شهر لس‌آنجلس آمریکا سکونت داشتند، اقدام به تهیه و تولید موسیقی با معیارهای پیش از انقلاب کردند. در سال‌های اول انقلاب و دهه ۱۳۶۰، موسیقی پاپ و موسیقی‌های خارجی، غیرمجاز و ممنوع گردید؛ بنابراین تا پایان این دهه تولیدات موسیقی لس‌آنجلسی تنها نوع موسیقی پاپ ایرانی موجود شد. با وجود ممنوعیت و جرم‌بودن توزیع این موسیقی‌ها (که در قالب نوار کاست بودند)، در بازار سیاه خرید و فروش می‌شد. حکومت موفق به حذف کامل موسیقی از جامعه نشد و موسیقی در عرصه زندگی خصوصی مردم باقی ماند.

### دهه ۱۳۷۰
در آغاز دهه ۱۳۷۰، اگرچه هنوز موسیقی پاپ و غربی از مصادیق تهاجم فرهنگی بود اما فضای فرهنگی جامعه به مرور بازتر شد و تولیدات موسیقی سنتی در ایران بیشتر شد. با نزدیک‌شدن به میانه دهه ۷۰، موسیقی سنتی پاسخگوی نیاز جمعیت جوان کشور نبود و به‌مرور موسیقی پاپ نیز در ایران پاگرفت. کم‌کم صدا و سیما پخش موسیقی پاپ را در دستور کار خود قرار داد و با ریاست‌جمهوری سید محمد خاتمی، فضا برای تولید موسیقی پاپ گسترده‌تر شد. مجاز شدن موسیقی پاپ در ایران اگرچه منجر به محو کامل موسیقی لس‌آنجلسی از جامعه نشد، اما از آنجا که محتوای ترانه‌های موسیقی‌های داخلی در مقایسه با موسیقی لس‌آنجلسی قرابت بیشتری با زندگی مردم داشت؛ تاحدودی توانست محبوبیت آن را کاهش دهد. به نوشته کاوه باسمنجی، «قاچاق کاست‌های موسیقی لس‌آنجلسی ۳۰٪ کاهش یافت و حدود ۵۵٪ مردم به موسیقی‌های داخلی روی آورند». بدین ترتیب موسیقی لس‌آنجلسی از انحصار خارج شد، اما همچنان معیارهایی متفاوت با موسیقی پاپ تولیدشده در ایران داشت. حکومت که نتوانسته‌بود موسیقی پاپ را از زندگی جوانان حذف کند، توانست بخشی از آن را تحت کنترل خود درآورد، چرا که موسیقی‌های داخلی باید از وزارت فرهنگ و ارشاد اسلامی مجوز دریافت می‌کردند.

### دهه ۱۳۹۰
بر اساس نظرسنجی تلفنی که در سال ۱۳۹۳ از شهروندان ۱۵ تا ۴۵ سال تهرانی انجام‌شده، ۵۲٫۶٪ از شنوندگان زیاد و ۲۶٫۵٪ نیز کم به موسیقی لس‌آنجلسی گوش می‌کنند. ۲۰٫۹٪ اصلاً موسیقی لس‌آنجلسی گوش نمی‌کنند؛ بنابراین همچنان حدود سه‌چهارم به این نوع موسیقی گوش می‌کنند که کمی بیشتر از شنوندگان موسیقی سنتی (حدود ۷۵٪) است. با این وجود موسیقی لس‌آنجلسی نسبت به موسیقی پاپ داخل کشور که حدود ۹۰٪ مخاطب دارد، علاقه‌مندان کمتری دارد.